# USS Cruise (AM-215)
USS Cruise (AM-215) – trałowiec typu Admirable służący w United States Navy w czasie II wojny światowej. Służył na Pacyfiku.
Okręt został zwodowany 21 marca 1943 w stoczni Tampa Shipbuilding Co., Inc. w Tampa. Jednostka została ukończona w Charleston Navy Yard i weszła do służby 21 września 1945, pierwszym dowódcą został Lieutenant S. F. Luce, USNR.
Brał udział w działaniach II wojny światowej. W 1972 skreślony z listy okrętów. Sprzedany i przemianowany na MV „Gregory Poole”.